# Свобода на вероизповеданието
Свободата на религията и вярата e принцип поддържащ свободата на личен избор на религия и вяра (между 19 големи религии и 270 големи религиозни групи в света), както и свободата да не се изповядва никоя религия или вяра, ако човек е атеист.
Свободата на религията и вярата се изразява в правото всеки човек да избира, приема, както и променя своята религия или убеждения. Това е едно от основните човешки права и е залегнало в Декларацията върху човешките права, приета от ООН през 1948 г. Също тук се има предвид и че не може да има намеса като насилие или принуда за приемането на дадена религия и/или вярване (вярвания).
Това е и свободата да се изповядва своята религия или убеждения индивидуално или колективно, публично или частно, чрез богослужение, обучение, религиозни обреди и ритуали, или чрез отказ от такива. Съвременните демокрации считат правото на свобода на религията за естествено, благодарение на разбирането, че всички хора се раждат свободни и равноправни. Това право е лично и неотменимо. То се гарантира в международното право и вътрешното право на Република България.
В България това право се подкрепя от конституцията на България, както и конкретно от Закона за вероизповеданията.

## Правна рамка

### Българско законодателство
В българското законодателство въпросите на свободата на вероизповеданието са уредени в Конституцията (в сила от 1991 година) и в специалния Закон за вероизповеданията (в сила от 2003 година).

#### Конституция на Република България
Конституцията провъзгласява България за секуларна република, тя гарантира равенството пред закона на гражданите. Конституцията гарантира равенство в религиозните вярвания.
Макар че Българската конституция дава правото за свободно изповядване на религия и установява секуларността на републиката, тя в същото време установява като традиционна религия на България източното православие, с което упълномощава БПЦ с по-специален статут от останалите вероизповедания. Например, в сравнение с Българската конституция, тази на САЩ заявява точно обратното, че „няма да установява определена религия и да запрещава свободното упражняване на вярата като произтичащо от предното“
Борислав Цеков, автор и вносител на приетия през 2002 г. закон за вероизповеданията, припомня по повод декларирането на традиционния характер на източното православие от Конституцията на България, че това е европейска практика, посочвайки скандинавските държави:
1. Дания – чл. 4 от Конституцията;
2. Норвегия – § 2 от Конституцията,
3. Швеция – § 4 от Акта за престолонаследие,

и другите с подобно законодателство:
- Гърция – чл. 3,
- Кипър – чл. 1,
- Италия – чл. 8, както и
- „статутът на англиканската църква в неписаната конституция на Великобритания“.

Като цяло горните примери принадлежат към държави от два типа:
1. Монархически държави с царско управление (Дания, Норвегия, Швеция, Великобритания)
2. Държави на големите християнски центрове – Римокатолицизъм (Италия), Православно християнство (Гърция и съответно Кипър).

За подобно единство между вяра (религия), правителствено управление и монархия съобщава Тони Николов във в. Капитал: "Симеон II полага клетва в парламента с ръка върху Библията и в присъствието на патриарх Максим, за да се превърне в министър-председателя Симеон Сакскобургготски (24 юли 2001 г.). Стилистиката бе наивно-сантиментална, ала очевидно приповдигнатата образност на кадрите в стил „Гюдженов“ не беше случайна. И тя трябваше да означава едно – как цар и народ връщат разтрогнатото си (отпреди 58 години) единство, скрепено с присъствието на патриарха. В резултат се получи нещо като буквален цитат от посланието на прочутия руски оберпрокурор Константин Победоносцев към цар Фердинанд: „Искаме правителство, чиято душа заедно с цялата нация да е обединена в православната вяра.“ 
Всички членове на Конституцията, които упоменават религията, религиозните вярвания, правата, свободите и задълженията на гражданите, свързан с тях са:
Чл. 6. (1) Всички хора се раждат свободни и равни по достойнство и права.
(2) Всички граждани са равни пред закона. Не се допускат никакви ограничения на правата или привилегии, основани на раса, народност, етническа принадлежност, пол, произход, религия, образование, убеждения, политическа принадлежност, лично и обществено положение или имуществено състояние.
Чл. 13.
(1) Вероизповеданията са свободни.
(2) Религиозните институции са отделени от държавата.
(3) Традиционна религия в Република България е източноправославното вероизповедание.
(4) Религиозните общности и институции, както и верските убеждения не могат да се използват за политически цели.
Чл. 37.
(1) Свободата на съвестта, свободата на мисълта и изборът на вероизповедание и на религиозни или атеистични възгледи са ненакърними. Държавата съдейства за поддържане на търпимост и уважение между вярващите от различните вероизповедания, както и между вярващи и невярващи.
(2) Свободата на съвестта и на вероизповеданието не може да бъде насочена срещу националната сигурност, обществения ред, народното здраве и морала или срещу правата и свободите на други граждани.
Чл. 58.
(2) Религиозните и другите убеждения не са основание за отказ да се изпълняват задълженията, установени в Конституцията и законите.

### Всеобща декларация на ООН за правата на човека
Декларацията на ООН има по-скоро морални измерения. Тя дефинира понятието „свобода на религията“ така (чл. 18):
„Всеки човек има право на свобода на мисълта, съвестта и религията; това право включва правото да смени религията или убежденията си, както и свободата да изповядва религията или убежденията си, индивидуално или колективно, публично или частно, чрез обучение, обреди, богослужение и ритуали.“

### Юридическа сила
Съществуват международни документи, които придават и юридическа сила на понятието „свобода на религията“. Сред тях са:

#### Международен пакт за гражданските и политическите права
Чл. 18 1. Всяко лице има право на свобода на мисълта, съвестта и религията. Това право включва свободата да изповядва или възприема религия или убеждение по свой избор и свободата да изповядва своята религия или убеждения индивидуално или колективно, публично или частно, чрез богослужение, ритуали, религиозни обреди и обучение.
2. Никой не може да бъде обект на принуда, която да накърнява свободата му да изповядва или да приема религия или убеждение по свой избор.
3. Свободата да се изповядват религията или убежденията подлежат само на такива ограничения, предвидени от закона и необходими за защитата на обществената сигурност, ред, здраве и морал, или на основните права и свободи на другите.

#### Конвенция за защита на правата на човека и основните свободи
ЕКЗЧПОС дава правна дефиниция на понятието „Свобода на религията“.
Чл.9 Свобода на мисълта, съвестта и религията
1. Всеки има право на свобода на мисълта, съвестта и религията; това право включва свободата да променя своята религия или убеждения и свободата да изповядва своята религия или убеждения индивидуално или колективно, публично или частно, чрез богослужение, обучение, религиозни обреди и ритуали.
2. Свободата да се изповядва религия или убеждения подлежи само на такива ограничения, които са предвидени от закона и са необходими в едно демократично общество в интерес на обществената сигурност, за защитата на обществения ред, здраве и морал или за защита на правата и свободите на другите.